# Tunnel du Bois de la Cambre
Pour les articles homonymes, voir Cambre (homonymie).
Le tunnel du Bois de la Cambre ou du Vivier d'Oie est un tunnel ferroviaire bruxellois d'une longueur de 1 063 m.
Il est situé principalement sur la commune d'Uccle, mais son entrée est se trouve sur la commune d'Ixelles. C'est la ligne Infrabel 26 à double voie (Schaerbeek - Hal) qui passe par ce tunnel. Plus au nord, la ligne 26 traverse Bruxelles dans un second tunnel, le tunnel du Cinquantenaire.
Le tunnel du Bois de la Cambre se trouve entre la gare du Vivier d'Oie et la gare de Boondael. Il doit son nom au Bois de la Cambre sous lequel il passe.

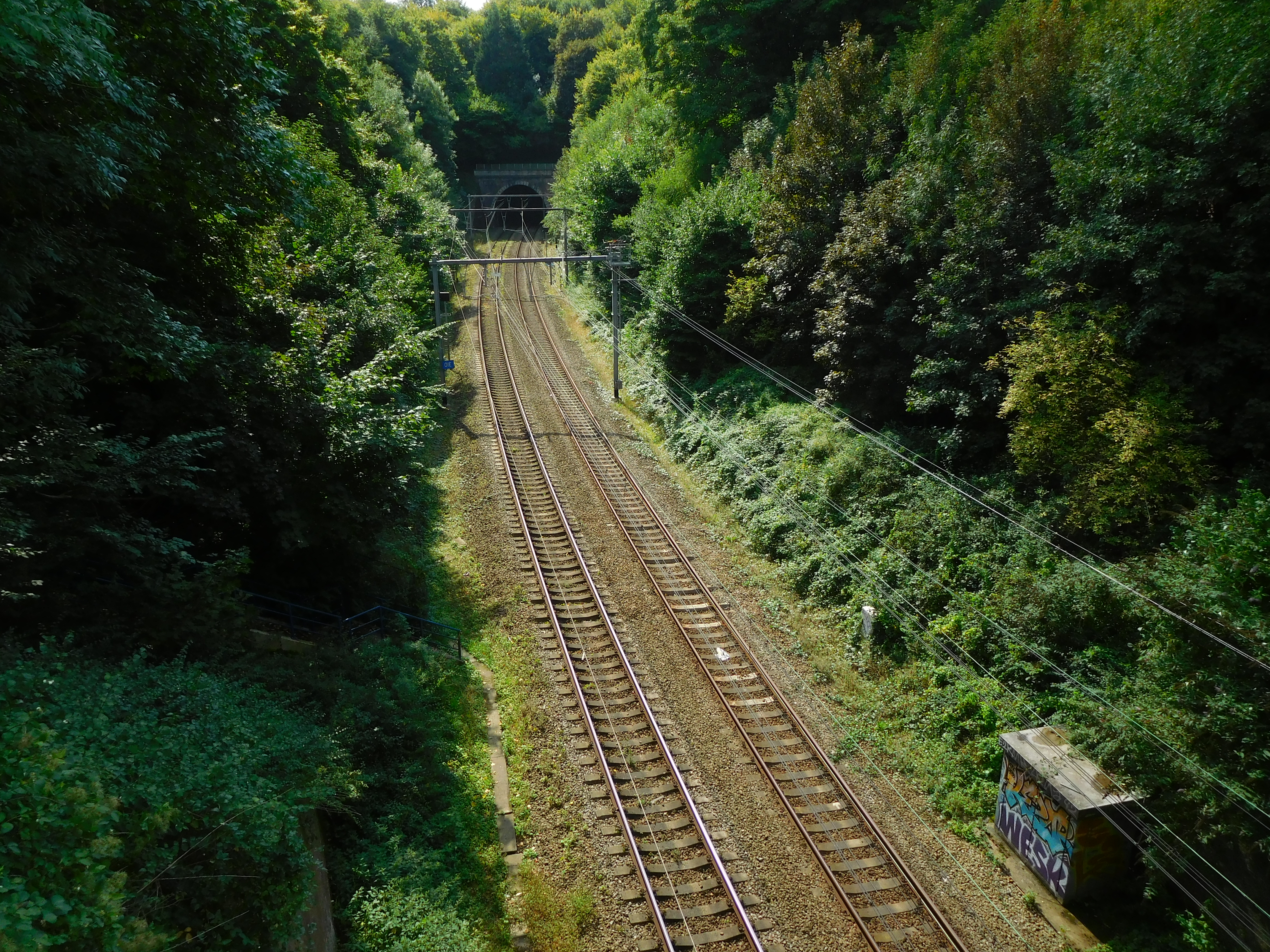
Tunnel bois de la cambre côté avenue Franklin Roosevelt.
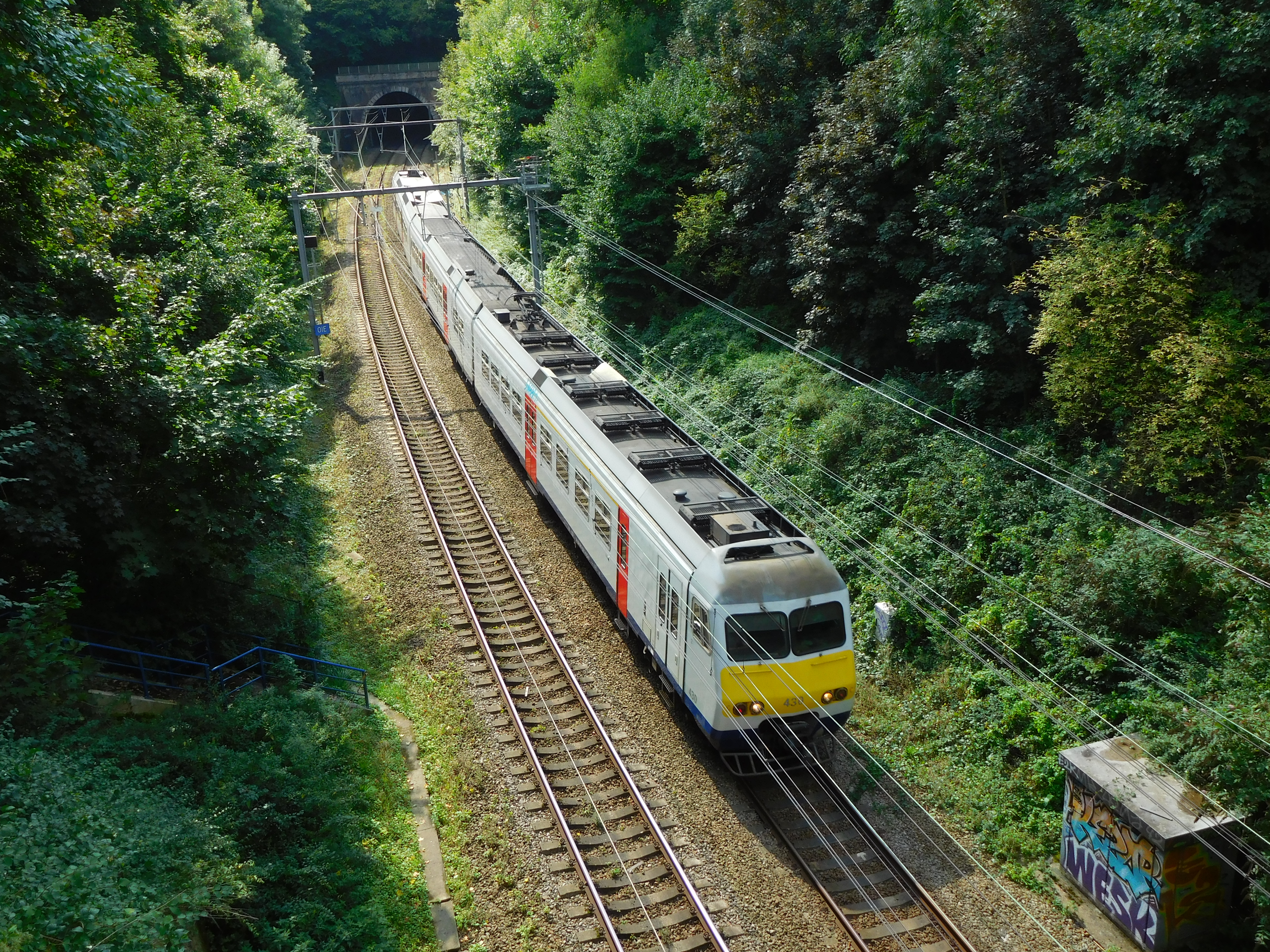
Passage d'un train en direction de Boondael.

## Localisation des entrées
- Entrée est : 50° 47′ 54″ N, 4° 23′ 24″ E
- Entrée ouest : 50° 47′ 47″ N, 4° 22′ 32″ E